# Cyttaria hariotii
Cyttaria hariotii är en svampart som beskrevs av E. Fisch. 1888. Cyttaria hariotii ingår i släktet Cyttaria och familjen Cyttariaceae.   Inga underarter finns listade i Catalogue of Life.